# テオドール・ゲブレ・セラシェ
テオドル・ゲブレ・セラシエ（Theodor Gebre Selassie、1986年12月24日- ）は、チェコスロバキア（現チェコ）・トシェビーチ出身の元サッカー選手。現役時代のポジションはDF。元チェコ代表。エチオピア人で医者の父とチェコ人の母の間に生まれる。妹はハンドボール選手。

## 経歴
2011年6月7日、キリンカップのペルー代表戦でA代表デビュー。チェコ初の黒人選手としてプレーした。
それ以降、UEFA EURO 2012予選にも招集されると右SBの一番手だったズデニェク・ポスペフとのポジション争いに勝ちレギュラーの座を確保。UEFA EURO 2012のメンバーに選ばれると全4試合に出場し、チェコ代表のベスト8進出に貢献した。その活躍に幾つかのクラブが関心を示し、2012年6月22日にヴェルダー・ブレーメンと契約した。
10月12日、2014 FIFAワールドカップ・ヨーロッパ予選のマルタ戦で代表初ゴールをマークした。

## エピソード
4部のFCヴェルケー・メジジーチーにレンタル移籍した時、一時期サッカーを辞めオロモウツにあるパラツキー大学に通っていた。